# 澳門街道

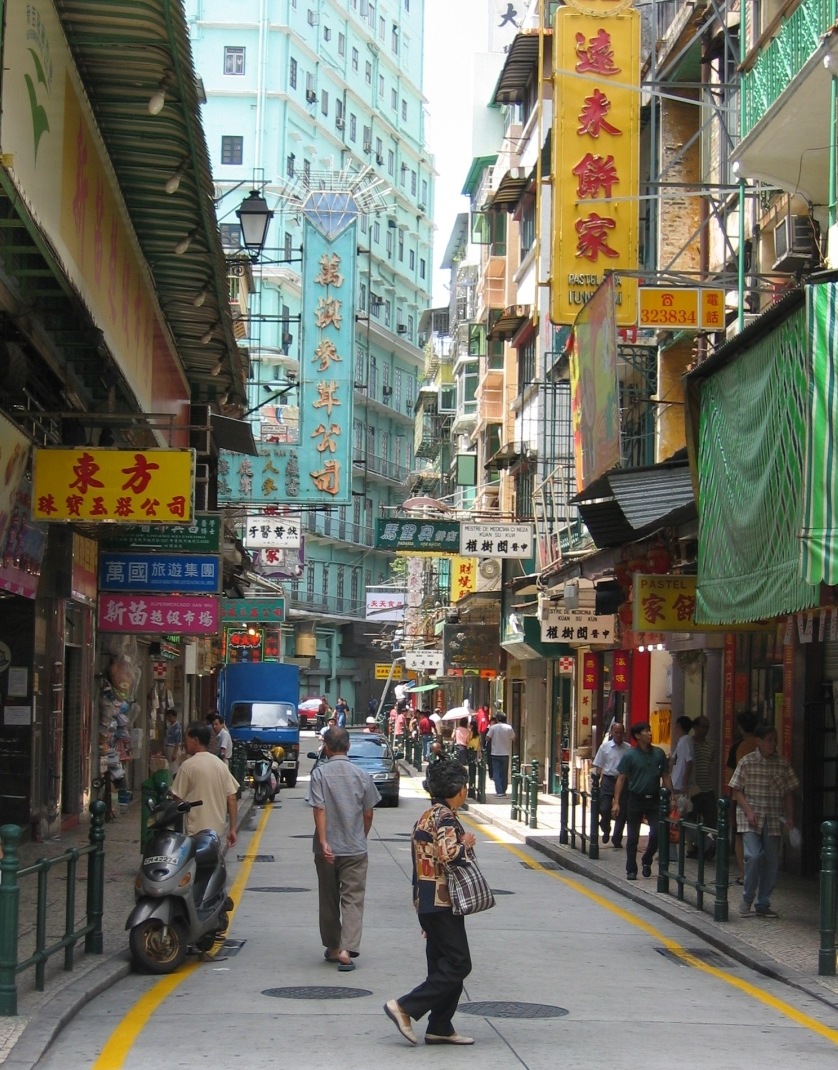
澳門最古老的街道之一－營地大街

澳門街道的形態，正如其他城市一樣，與其地理特徵和歷史軌跡有著密不可分的關係。澳門地狹而崗陵滿佈，周邊河道又帶來大量泥沙，為澳門街道格局帶來了物質條件。另一方面，十九世紀初，澳门进行了大规模的填海工程，為澳門街道佈局帶來新的機遇。二十世紀末葉，澳門進入新的發展階段，交通的需求亦為澳門的街道提出了巨大的挑戰。
澳門的官方街牌設立於1847年，即時任澳門總督亞馬留要求議事公局為澳門城區內的各條街道豎立路牌和門牌，規定路牌黑底白字，皆因要方便徵稅和管理。澳門議事公局不久在澳門城內的各條街道豎立黑底白字的葡文路牌，與里斯本阿爾法瑪的路牌同一色調，且採用中葡雙語設計。隨後在19世紀後期出現一種石製路牌，這類路牌豎立在城牆外開闢的新街道。直至1920年代起，路牌開始採用水泥和瓷磚製作，名字左邊為葡語，右邊為中文，色調為白底藍字；2002年，新路牌牌面改為雙語水平設計，中文街名在上，葡文在下。歷史城區內的街牌則仍保留昔日左邊葡文，右邊中文的樣式。

## 澳門街道的種類
澳門歷來出現過的街道種類有 (主要以中文為準)：
- 大馬路：對應葡文為Avenida（簡稱：Av.）。例子有青洲大馬路。
- 馬路：對應葡文為Estrada（簡稱：Est.），中文有變種公路。例子有連勝馬路。
- 街：對應葡文為Rua（簡稱：R.）。例子有筷子基街。
- 斜巷：對應葡文為Calçada。例子有媽閣斜巷。
- 斜坡：對應葡文為Rampa。例子有媽閣斜坡。
- 路：對應葡文為Caminho。此類型街道只有九條（澳門半島1條、氹仔島2條、路環島6條）例子有黑沙兵房路（葡萄牙語：Caminho do Quartel de Hac Sá）。
- 石級：對應葡文為Escada，中文有變種梯。例子有沙梨頭石級（葡萄牙語：Escada Papel）。
- 巷：對應葡文為Travessa（簡稱：Tv.），中葡文有時與圍、里混用。例子有牧羊巷（葡萄牙語：Travessa do Pastor）。
- 里：對應葡文為Beco，中葡文經常與圍混用。例子有哪咤廟里(葡萄牙語：Beco das Verdades）。
- 圍：對應葡文為Pátio，中葡文經常與里混用。高地中文稱為台。例子有哪咤圍（葡萄牙語：Pátio das Verdades）、連勝台（葡萄牙語：Pátio de Coelho do Amaral）。
- 圓形地：對應葡文為Rotunda。例子有嘉路米耶圓形地（葡萄牙語：Rotunda de Carlos da Maia）。
- 前地：對應葡文有Praça（簡稱：P.）、Largo、Praceta和Alameda（較少）；中文有變種廣場。例子有議事亭前地（葡萄牙語：Largo do Senado）。
- 眺望台：對應葡文為Miradouro。例子有主教山眺望台（葡萄牙語：Miradouro da Penha）、瑪利二世皇后眺望台（葡萄牙語：Miradouro de D. Maria II）。

以上種類有些還會附加位置區分詞，有：正、橫、上、中、下、前、後、左、右、東、南、西、北、序數等，如關前正街（葡萄牙語：Rua dos Ervanários）、白眼塘橫街 / 福隆下街（葡萄牙語：Rua da Caldeira）、三層樓上街（葡萄牙語：Rua do Barão）、南灣中巷（葡萄牙語：Travessa Central da Praia Grande）、醫院後街（葡萄牙語：Rua do Pato）、大三巴右街（葡萄牙語：Rua da Ressurreição）、水手西街（葡萄牙語：Rua do Bazarinho）、叢慶三巷（葡萄牙語：Travessa Terceira do Pátio do Jardim）等。
特殊名稱：
- 珠三角環線高速（G94) 澳門唯一街道屬高速公路類型，為港珠澳大橋的一部分。
- 海景花園，葡文名稱為Praceta de Miramar，屬前地/廣場街道。
- 聚龍舊社，葡文名稱為Beco Central，屬里街道。
- 嚤囉園路，葡文名稱為Ramal dos Morous，澳門唯一以Ramal為葡文街道類型。
- 亞馬喇土腰／關閘馬路，葡文名稱為Istmo de Ferreira do Amaral，澳門唯一街道屬地峽類型（土腰為地峽別稱）。
- 炮兵馬路，葡文名稱為Caminho dos Artilheiros，澳門唯一街道葡文屬路類型而中文使用馬路名稱的街道。
- 路氹連貫公路（葡萄牙語：Estrada do Istmo）和七潭公路（葡萄牙語：Estrada de Sete Tanques）為澳門唯二使用中文名公路的馬路。
- 望德聖母灣大馬路，葡文名稱為Estrada da Baía de Nossa Senhora da Esperança為澳門唯一葡文屬馬路類型而中文使用大馬路名稱的街道。
- 運動場道，葡文名稱為Avenida do Estádio，澳門唯一使用中文道來命名的街道。
- 蓮花路，葡文名稱為Estrada Flor de Lótus，屬馬路街道。

## 澳門街道名稱的義涵
澳門街道的名稱可以分為以下數大類：
- 著名人物，如：士多鳥拜斯大馬路（葡萄牙語：Avenida de Sidónio Pais）、賈梅士大馬路 （葡萄牙語：Avenida de Luís de Camões）、冼星海大馬路 （葡萄牙語：Avenida Xian Xing Hai）
- 指示位置，如：關前正街 、河邊新街（葡萄牙語：Rua do Almirante Sérgio）、大三巴斜巷 （葡萄牙語：Calçada de S. Paulo）、肥利喇亞美打大馬路 / 荷蘭園大馬路 / 荷蘭園正街 （葡萄牙語：Avenida do Conselheiro Ferreira de Almeida）
- 闡述中葡友好關係，如：友誼大馬路 （葡萄牙語：Avenida da Amizade）
- 紀念日子，如：十月初五日街 / 泗𠵼街 （葡萄牙語：Rua de Cinco de Outubro）、城市日大馬路 （葡萄牙語：Avenida 24 de Junho）
- 城市，如：北京街 （葡萄牙語：Rua de Pequim）、馬六甲街 （葡萄牙語：Rua de Malaca）、巴黎街 （葡萄牙語：Rua de Paris）
- 行業，如：工匠街 （葡萄牙語：Rua dos Colonos）、果欄街 （葡萄牙語：Rua da Tercena）
- 日常生活，如：戀愛巷 （葡萄牙語：Travessa da Paixão）、肥胖圍 （葡萄牙語：Pátio do Gordo）、幻覺圍 /高樓里 （葡萄牙語：Pátio da Ilusão）、跛腳梯 （葡萄牙語：Escada do Coxo）、手肘里 / 左堂欄尾 （葡萄牙語：Beco dos Cotovelos）
- 體育，如：東亞運圓形地 （葡萄牙語：Rotunda dos Jogos da Ásia Oriental）、體育路 （葡萄牙語：Rua do Desporto）、奧林匹克大馬路 （葡萄牙語：Avenida Olímpica）
- 宗教，如：聖祿杞街 （葡萄牙語：Rua de S. Roque）、主教巷 （葡萄牙語：Travessa do Bispo）

正如中國大陸和台灣很多城市一樣，澳門都有紀念孫中山的街道——澳門半島的孫逸仙大馬路 （葡萄牙語：Avenida Dr. Sun Yat-Sen）、氹仔的孫逸仙博士大馬路 （葡萄牙語：Avenida Dr. Sun Yat Sen）和孫逸仙博士圓形地 （葡萄牙語：Rotunda Dr. Sun Yat Sen），但由於都在回歸前命名，故沒有採用兩岸通用的形式：中山路。

## 早期的街道
最早期的街道，主要為中國式村落的街巷。直至明朝的葡萄牙人開始正式在此定居，並修築建築物（1557年—1605年），澳門的街道便逐漸發展。昔日的葡萄牙人在內港北灣至下灣一帶（即現今的營地大街一帶）築成了一條狹長商業兼住宅區，南延媽閣廟，北通關閘，被俗稱「澳門街」。另一方面，葡人又以南灣為重心重建街道 （即龍嵩街）。

## 澳門街道

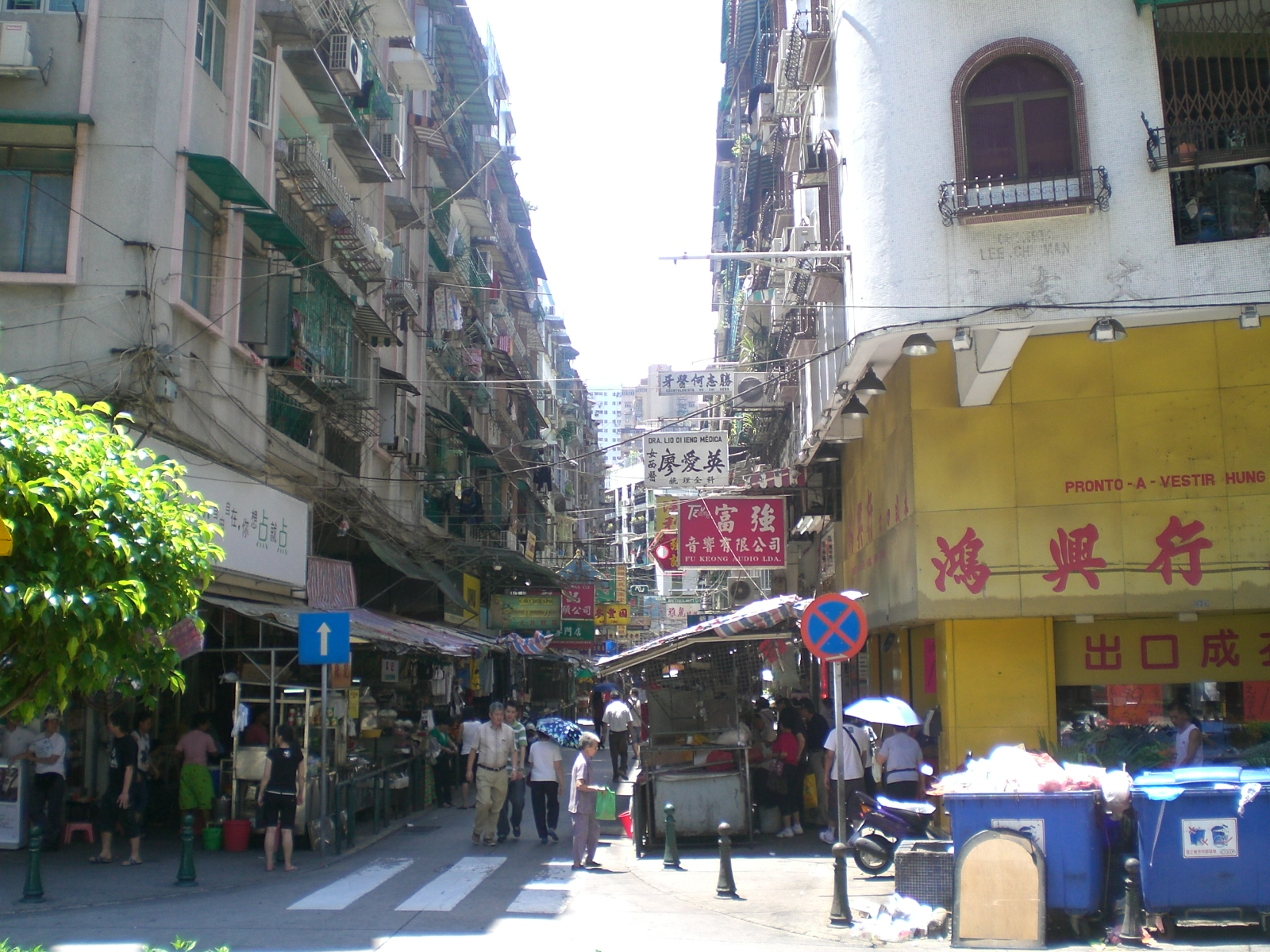
狹窄的澳門街道和兩旁商店

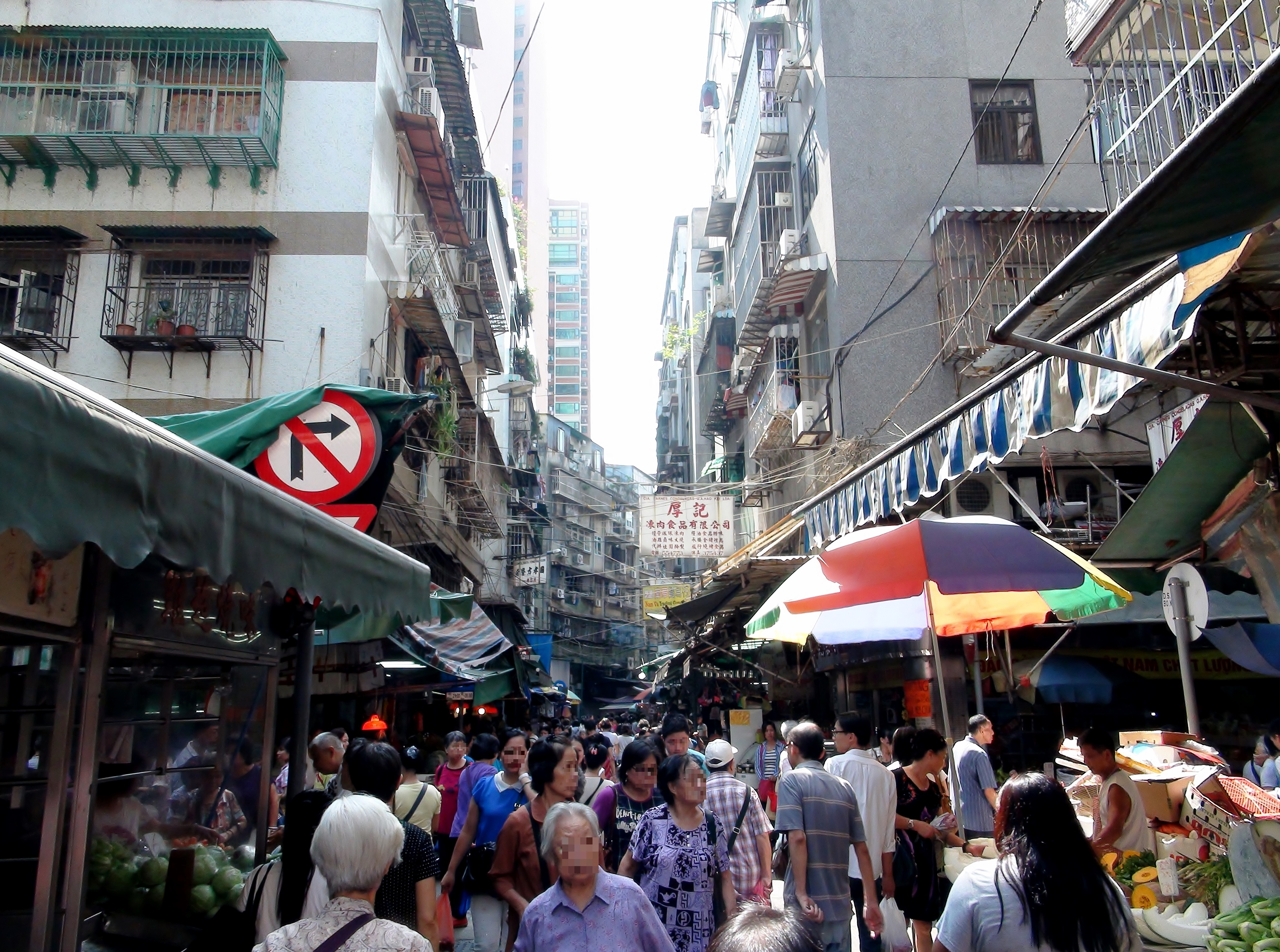
澳門露天的市集

在澳門被宣佈為自由港後，新上任的總督亞馬留把澳門的範圍擴至今日關閘，包括氹仔、路環兩島。當時歐洲又適逢現代主義的興起（其中法國奧斯曼男爵的巴黎改造工程最為經典），這就是望德堂進教圍的由來。
十九世紀二、三十年代，澳門進行了大規模的填海工程，為澳門帶來大量土地。除了沿舊海岸建築的道路（例如羅理基博士大馬路）和新口岸的友誼大馬路外，填海區的內街均呈方格網狀。

## 澳門半島幹線
由關閘開始沿昔日西海岸到媽閣的傳統道路至今仍然是澳門環城幹線的一部分。在媽閣往東到旅遊塔上孫逸仙大馬路進入新口岸，經行車天橋進入友誼大馬路、黑沙環新街、東北大馬路、馬場北大馬路回到關閘。
其餘主要道路有：

### 西北東南走向
- 新馬路-殷皇子大馬路
- 高士德大馬路
- 美副將大馬路
- 慕拉士大馬路
- 勞動節大馬路
- 黑沙環新街-馬場海邊馬路
- 馬場北大馬路-友誼橋大馬路
- 宋玉生廣場
- 蘇亞利斯博士大馬路

### 東北西南走向
- 約翰四世大馬路-水坑尾街-荷蘭園大馬路
- 荷蘭園二馬路
- 東望洋街-士多紐拜斯大馬路
- 俾利喇街
- 友誼大馬路
- 羅理基博士大馬路-葡京路
- 孫逸仙大馬路
- 東北大馬路
- 馬場東大馬路-高利亞海軍上將大馬路
- 提督馬路

### 連接南北
- 罅些喇提督大馬路-沙梨頭海邊街-巴素打爾古街-火船頭街-河邊新街-西灣湖景大馬路
- 友誼大馬路

## 街道特色
澳門的街道名牌，以葡萄牙瓷磚畫（azulejos）藝術作為藍本。其藍色和白色的主調，配以中文和葡萄牙文的街道名稱，成為了澳門的地方特色之一。在葡萄牙管治時期，街道名牌的葡文名稱一般佔了名牌四分之三的面積，中文則佔四分之一。澳門特別行政區成立以後，便把街道名牌的設計修改，中葡文街名各佔名牌面積的一半，中文在上，葡文在下。而街道的中文名稱也由原來的直書改為橫書。當時民政總署已逐步更換澳門的街道名牌，其中離島區的街道名牌已全部採用新的設計。雖然澳門區舊有的街道名牌設計也正逐漸減少，但對部分地方，尤其是歷史城區的街道名牌，在更換時則仍採用舊有的直書式樣（例如在2013年夏季更換的大三巴街和河邊新街名牌）。

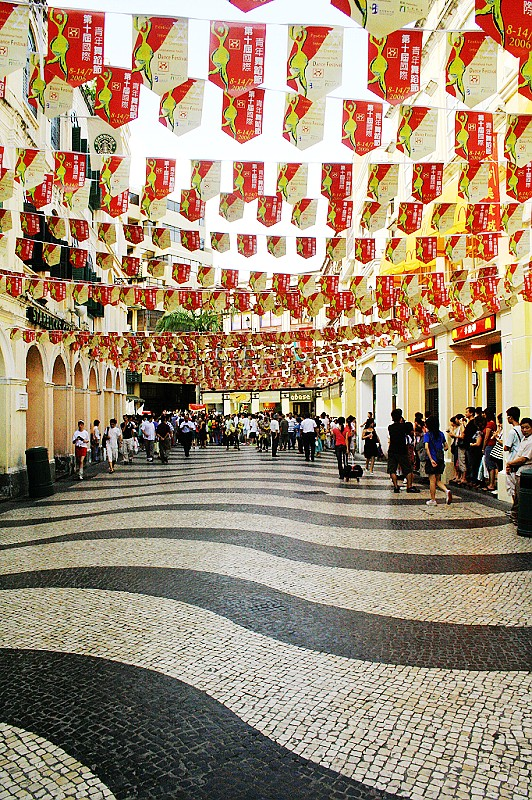
澳門葡色碎石路

澳門有不少名字冗長的街道名稱，在華語地區來說十分罕見。這些街名大多以葡萄牙軍官政要，或歷史人物的名字命名，然後以粵語音譯出來。比較多人認識的有：沙嘉都喇街、士多紐拜斯大馬路（官方名稱或作士多鳥拜斯大馬路）、爹美刁斯拿地大馬路、華士古達伽瑪花園等。另外有一些主要街道的原名很冗長，大家習慣另取較易記的名字甚至使大眾忘記原名。如俗稱新馬路的亞美打利庇盧大馬路、俗稱荷蘭園正街或荷蘭園大馬路的肥利喇亞美打大馬路、俗稱提督馬路的罅些喇提督大馬路、俗稱澳氹大橋的嘉樂庇總督大橋等。正因如此，部分街道的路牌會寫出街道名稱及俗稱（如亞美打利庇盧大馬路(新馬路)）。也有一些以街名的諧音而衍生的謔稱，例如把沙嘉都喇街稱作「沙煲罌罉街」；「巴素打你屁股街」或「揸把掃把打你屁股街」作巴素打爾古街等。
注意：澳門街道的中文名稱與葡文名稱並不時常一致，尤其以一些舊區。例如龍嵩街(Rua Central)，葡文名的意思是中央街。
早期澳門的街道以原色碎石舖砌，罅隙較大。在1990年代澳葡政府重金在葡萄牙請來技師，在議事亭前地舖砌黑白相間的葡式碎石路（Calçada Portuguesa），使之成為行人專用區。後來範圍不斷擴大，甚至在媽閣廟前地都舖上碎石。惟後期舖設的碎石造工不佳，大雨過後碎石脫落有礙觀瞻，且易絆倒行人。另外在市政當局在舊城區也舖設石板街。

## 離島
氹仔和路環的街道大致上分為舊市區的橫街窄巷、環島公路，以及1980年代以來新開發區棋盤狀的佈局三大類型。

## 管理
澳門街道房屋門牌編定及規格是有規定的，例如澳葡政府在1925年訂定法例《澳門市自治規約》進行管理。但由於缺乏監管，街道門牌多不合規格。直至1995年，市政廳才耗資五百五十萬元，統一全澳門牌的規格和更換。
現時澳門街道或土地的新命名、取消、重新定義及界定、編號、重編或重新分配樓宇門牌的工作，皆由市政署屬下之市政管理委員會負責，決議告示刊於當期《澳門特別行政區公報》，並不定期對外發行《澳門市街道名冊》。

## 傳言

### 雕漆里傳聞
澳門沙梨頭白鴿巢公園附近，有一條街道名叫「蟒里」。約於2012年在香港的討論區上曾有以下傳聞：「這條街之前名叫『雕漆里』，因在明朝崇禎年間即1633年，當地商販林立，而且主要以售賣雕刻與漆器工藝品為主，故此得名。後因讀音近似粗口尤為不雅，加上『雕漆里』葡文名Beco Do Dragao意思是『龍巷』，而蛇又被認為是小龍，故改名『蟒里』，但葡文名仍保留下來。」附以一張路牌的圖片，有香港網民將之與囍帖街更名後的「囍歡里」相提並論。
數月後《市民日報》記者在澳門市街道名冊上查證，古今澳門皆無「雕漆里」街名，估計是網友翻拍路牌改圖。

## 外部連結
- 澳門市政署：漫步澳門街
- 地圖繪製暨地籍局：步行路線地圖
- 關俊雄：澳門街名文化 （页面存档备份，存于）
- 傅玉蘭：澳門街道標幟及名稱
- 《澳門街道的故事》電子版 （页面存档备份，存于）
- 澳門啟示：直街觀念與其早期城市建設的規則 （页面存档备份，存于）
- 澳門地理暨教育研究會：澳門地理概況
- 新華澳報: 澳門街道名稱與城市文化
- 澳門一分鐘街道短片 （页面存档备份，存于）